# Heliconius intersectus
Heliconius intersectus är en fjärilsart som beskrevs av Heinrich Neustetter 1928. Heliconius intersectus ingår i släktet Heliconius och familjen praktfjärilar. Inga underarter finns listade i Catalogue of Life.